# Leichtathletik-Europameisterschaften 1982/1500 m der Frauen

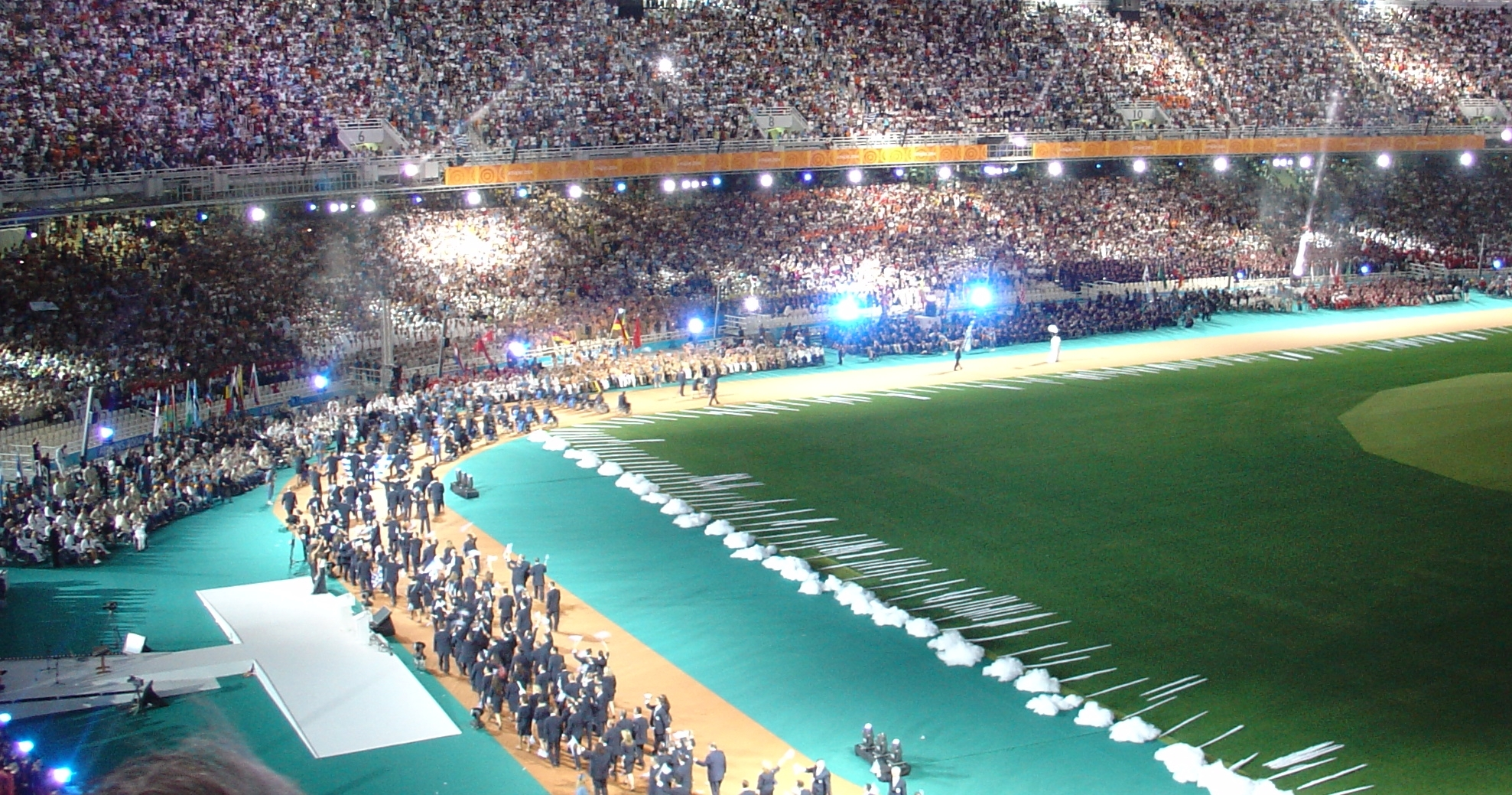
Das Athener Olympiastadion bei der Eröffnung der Paralympics 2004

Der 1500-Meter-Lauf der Frauen bei den Leichtathletik-Europameisterschaften 1982 wurde am 11. September 1982 im Olympiastadion von Athen ausgetragen.
In diesem Wettbewerb gab es einen Doppelsieg für die Läuferinnen aus der UdSSR. Europameisterin wurde Olga Dwirna. Den zweiten Platz belegte Samira Saizewa. Bronze ging an die Italienerin Gabriella Dorio.

## Rekorde

### Bestehende Rekorde
| Weltrekord           | 3 :52,47 min | Tatjana Kasankina | Zürich, Schweiz           | 13. August 1980   |
| Europarekord         | 3 :52,47 min | Tatjana Kasankina | Zürich, Schweiz           | 13. August 1980   |
| Meisterschaftsrekord | 3:59,01 min  | Giana Romanowa    | EM Prag, Tschechoslowakei | 3. September 1978 |

### Rekordverbesserung
Die sowjetische Europameisterin Olga Dwirna verbesserte den bestehenden EM-Rekord im Finale am 11. September um 1,21 Sekunden auf 3:57,80 min. Zum Welt- und Europarekord fehlten ihr 5,33 Sekunden.

## Durchführung
Da nur dreizehn Läuferinnen an diesem Wettbewerb teilnahmen, waren Vor- und Zwischenrunden nicht notwendig. Die Athletinnen traten gemeinsam zum Finale an.

## Legende
Kurze Übersicht zur Bedeutung der Symbolik – so üblicherweise auch in sonstigen Veröffentlichungen verwendet:
| WR | Weltrekord |

## Resultat
11. September 1982
| Platz | Name                     | Nation         | Zeit (min) |
| ----- | ------------------------ | -------------- | ---------- |
| 1     | Olga Dwirna              | Sowjetunion    | 3:57,80 CR |
| 2     | Samira Saizewa           | Sowjetunion    | 3:58,82    |
| 3     | Gabriella Dorio          | Italien        | 3:59,02    |
| 4     | Maricica Puică           | Rumänien       | 3:59,31    |
| 5     | Ulrike Bruns             | DDR            | 4:00,78    |
| 6     | Tamara Sorokina          | Sowjetunion    | 4:01,22    |
| 7     | Wessela Jazinska         | Bulgarien      | 4:06,98    |
| 8     | Elly van Hulst           | Niederlande    | 4:07,76    |
| 9     | Doina Melinte            | Rumänien       | 4:08,49    |
| 10    | Aurora Cunha             | Portugal       | 4:12,51    |
| 11    | Birgit Friedmann         | BR Deutschland | 4:14,66    |
| 12    | Stavroula Konstantinidou | Griechenland   | 4:28,95    |
| 13    | Katarina Sävestrand      | Schweden       | 4:29,28    |

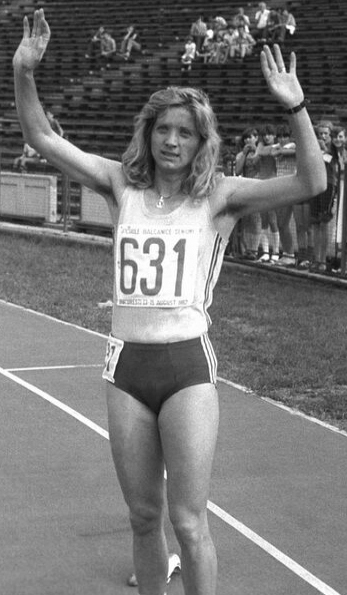
Maricica Puică belegte zwei Tage nach ihrem zweiten Platz über 3000 Meter Rang vier – später errang sie Medaillen bei Olympischen Spielen, Welt- und Europameisterschaften
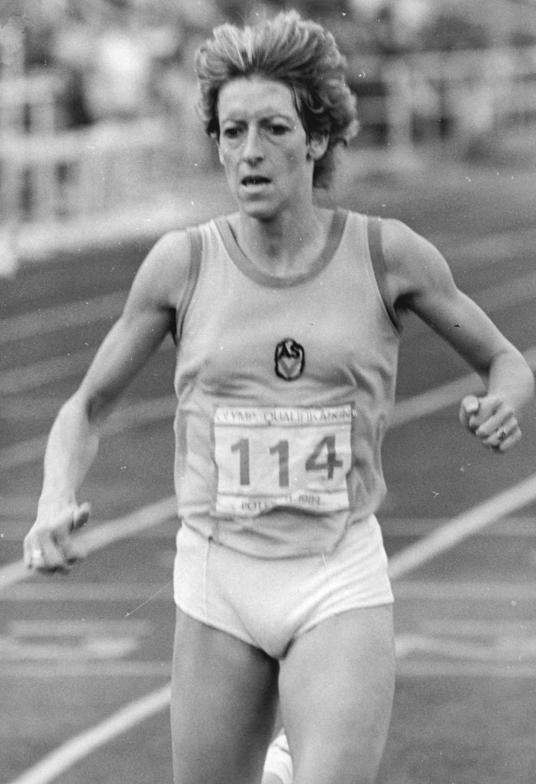
Die Olympiafünfte von 1980 Ulrike Bruns erreichte Platz fünf
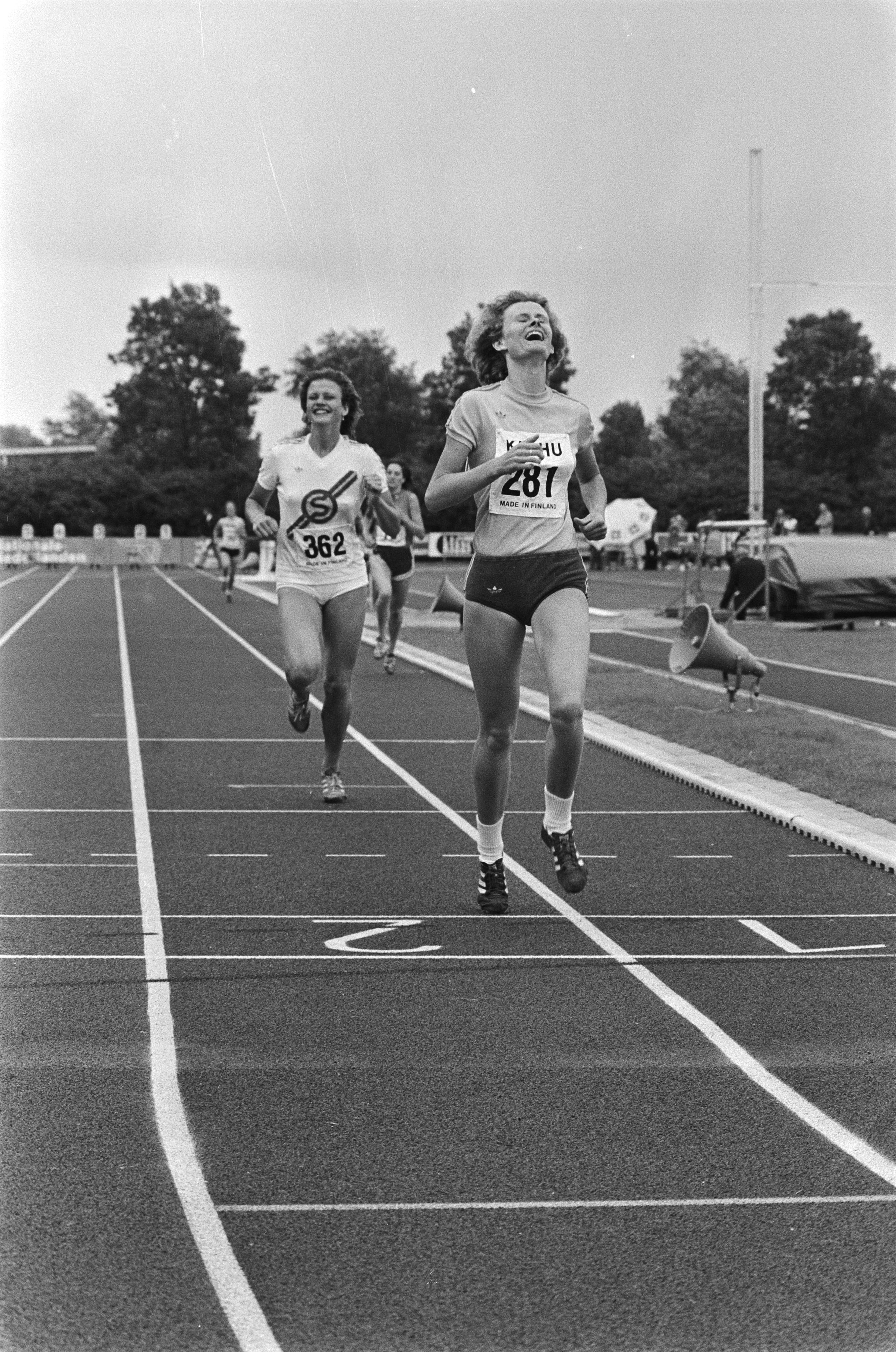
Nachdem sie über 800 Meter im Halbfinale ausgeschieden war, belegte Elly van Hulst Rang acht
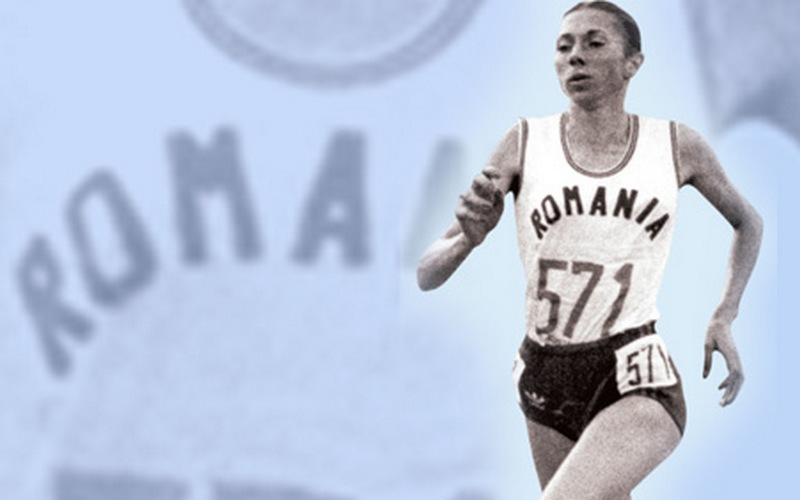
Nach Rang sechs über 800 Meter erreichte Doina Melinte Platz neun – bei den Olympischen Spielen 1984 gewann sie Medaillen über 800 und 1500 Meter

## Videolink
- 1982 European Championships 1500m final, www.youtube.com, abgerufen am 8. Dezember 2022